# Cortinarius heterosporus
Cortinarius heterosporus är en svampart som beskrevs av Bres. . Cortinarius heterosporus ingår i släktet Cortinarius och familjen spindlingar.  Arten är reproducerande i Sverige. Inga underarter finns listade i Catalogue of Life.